# José Rodríguez Fuster
 (novembre 2009).
José Rodríguez Fuster est un peintre, sculpteur et céramiste cubain né en 1946 à Villa Clara. Ses œuvres ont été exposées en Europe et aux États-Unis, et certaines d’entre elles font l’objet d’expositions permanentes dans des galeries de La Havane et de New York. José Rodríguez Fuster est avant tout réputé pour son projet urbain Jaimanitas – une station balnéaire à l’Ouest de La Havane – qui connut une couverture médiatique d’envergure, dans la presse et en télévision (ABC, BBC, CNN…) 

## Biographie
José Rodríguez Fuster commence sa carrière en 1961. Alors âgé de 14 ans, il s’engage contre l’illettrisme et donne des cours à la Sierra Maestra. De 1963 à 1965, il étudie les arts avant de devenir céramiste dans l’atelier Cubanacan Ceramics de La Havane. 

## Œuvre
José Rodríguez Fuster puise son inspiration dans la vie quotidienne de son île natale. L’imaginaire cubain est très présent dans son œuvre : on y retrouve les dominos, les crocodiles, les palmiers, autant de symboles profondément enracinés dans la culture cubaine.
Le projet Jaimanitas, lancé en 1994, constitue l’une des œuvres les plus importantes de José Rodríguez Fuster. Soixante immeubles dans les environs de Jaimanitas ont été ornés de figures en céramique colorée qui ne vont pas sans rappeler le style de Gaudi ou de Picasso, comme l’ont souligné de nombreux critiques.
La dernière sculpture de José Rodríguez Fuster est un hommage rendu aux cinq prisonniers cubains retenus aux États-Unis en 1997. Intitulée The Olympus of The Five, elle a été inaugurée en septembre 2007, le jour du dixième anniversaire de leur emprisonnement. Cette sculpture représente une main en argent de dix mètres de haut, dressée vers le ciel et posée sur un socle en béton et en céramique.